# U-464
L'U-464 (Unterseeboot 464) fu un U-Boot di tipo XIV in servizio nella Marina da guerra tedesca durante la seconda guerra mondiale. Entrato in servizio nel 1942, venne autoaffondato in quello stesso anno dopo un combattimento contro aerei americani.

## Storia
Il sommergibile U-464, appartenente alla classe tipo XIV (denominata informalmente Milchkühe), fu ordinato alla Kriegsmarine il 15 agosto 1940, e fu impostato presso il cantiere navale Deutsche Werke di Kiel il 18 marzo 1941. L'unità fu varata il 20 dicembre successivo, ed entrò in servizio presso la 10. Unterseebootsflottile il 30 aprile 1942 al comando del Kapitanlieutenant Otto Harms.
Si trattava di un sommergibile da rifornimento (Versorgungsboot) lungo 67,10 m, largo 9,35 m, alto
11,70 m e con un pescaggio di 6,51 m. La propulsione era assicurata da 2 motori Diesel Germaniawerft sovralimentati tramite compressore volumetrico a sei cilindri eroganti 3.200 hp, e da due motori elettrici Siemens-Schuckert 2 GU 345/38-8 da 750 hp. Gli assi erano due, ed ognuno azionava un'elica. Essi conferivano al battello una velocità di 14,4 nodi (28 km/h) in emersione, e 6,2 nodi (11,5 km/h) in emersione. L'autonomia era di 12.250 nmi (22.870 km) a 10 nodi (19 km/h) in emersione, e 55 nmi (102 km) a 4 nodi (7,4 km/h) in immersione. La profondità massima raggiungibile era di 240 m. La capacità di trasporto era di 613 tonnellate di carburante, 13 tonnellate di olio motore, 4 siluri e cibo fresco conservato in apposite celle frigorifere. Inoltre erano presenti dei forni per panificazione, al fine di dare agli equipaggi dei battelli d'attacco del pane appena sfornato. L'armamento difensivo si basava su 2 cannoni a doppio scopo da 37 mm, con 2.500 colpi, posti davanti e dietro alla torretta, e un cannone antiaereo da 20 mm, con 3.000 colpi, in un impianto singolo amovibile posizionato sulla tolda dietro la torretta.
L'U-464 salpò per la prima volta da Kiel il 4 agosto 1942, raggiungendo Bergen, in Norvegia, dove effettuò il rifornimento per prendere il mare il 14 agosto. La rotta seguita doveva portare il battello a passare a sud-est delle coste dell'Islanda per posizionarsi al largo delle coste di Terranova.

### L'affondamento
Alle 3:00 del 20 ottobre un idrovolante Consolidated PBY-5A Catalina (73-P9 No.2459) del VP-73 Squadron decollò dallo Skerja Fiord, davanti a Reykjavík, ai comandi del Lt. (jg) Robert B. Hopgood per eseguire una missione di pattugliamento in supporto alla Task Force SSN-73 della Royal Navy che si stava dirigendo verso lo stretto di Danimarca per posare alcuni campi minati. Raggiunto il convoglio, l'aereo iniziò a pattugliarne la rotta prevista, avvistando un peschereccio alle prime luci dell'alba. Giunto a circa 250 km a sud-est della costa islandese, poco prima delle 5:00 l'idrovolante avvistò, nonostante la presenza di un banco di nebbia a circa 150 m d'altezza, una sagoma che ricordava quella di un cacciatorpediniere alleato, e l'aereo sparò un razzo di segnalazione. Dopo aver completato una larga virata, giunto a circa un miglio l'equipaggio del PBY-5A si rese conto che si trattava di un sommergibile nemico e andò all'attacco. Il pilota Hopgood sganciò 6 bombe di profondità Mark XVII da 325 libbre, le cui spolette idrostatiche erano regolate per detonare a una profondità di 25 piedi. Alle 5:10 l'aereo sganciò le cariche nonostante il sommergibile avesse iniziato ad andare a zig-zag. Due di esse caddero a babordo e a tribordo esplodendo, e l'onda d'urto prodotta squassò l'U-464 facendolo quasi sollevare dall'acqua. Tre di esse, invece, caddero inesplose sul ponte anteriore del sommergibile. L'U-464 aprì un efficace fuoco contraereo con tutti i pezzi disponibili, ma il cannone da 20 mm si inceppò, mentre due serventi di uno da 37 mm caddero in acqua, decedendo in breve tempo a causa della bassissima temperatura. Decine di shrapnel colpirono il PBY-5A nelle ali, ma esso iniziò a colpire il sommergibile con le due mitragliatrici Browning da 12,7 mm installate sulle postazioni laterali, e con quella da 7,7 mm posta nella torretta anteriore. Il sommergibile aveva subito danni irreparabili, non poteva immergersi e raggiungeva una velocità massima di 8 nodi. I marinai dell'U-464 tentarono di rimuovere le bombe di profondità inesplose spingendole fuoribordo ma esse, una volta raggiunta la profondità programmata, esplosero danneggiando irreparabilmente l'unità. Il PBY-5A, visto che non poteva continuare nell'attacco a causa della nebbia, che si era intensificata, e di un repentino peggioramento delle condizioni climatiche, lasciò l'U-Boot dirigendosi verso il convoglio, dopo aver provveduto ad allertare i cacciatorpediniere di scorta via radio. I cacciatorpediniere Castleton e Newark fecero subito rotta verso l'unità nemica, seguiti dall'idrovolante che giunto sul posto trovò delle chiazze di olio e il peschereccio islandese V.E. 33 Skaftellingur affiancato all'U-464. L'idrovolante fece diverse volte la spola tra i due cacciatorpediniere in avvicinamento e il luogo dove si trovava il sommergibile, che si stava sempre più inclinando su di un lato. In capitano Harms fece trasbordare tutto l'equipaggio sul peschereccio, e poi fece aprire i boccaporti da due sottufficiali, che così rischiarono la vita, autoaffondando l'U-464. Sotto la minaccia delle armi pesanti del sommergibile, e con la connivenza passiva del comandante del peschereccio, l'equipaggio dell'U-464 decise di fare rotta per la Norvegia, ma l'arrivo dello Castleton portò alla loro cattura. L'equipaggio dell'U-464 fu preso prigioniero, e trasferito dapprima a Reykjavík e poi in Inghilterra, dove rimase rinchiuso in un campo di prigionia fino al termine della guerra.

### Fonti
1. 1 2 3  Marsan  2017, p. 28.
2. ↑  Uboat.
3. 1 2 3 4  Gröner, Jung, Maas 1991, p. 79.
4. 1 2 3 4 5 6 7 8  Marsan  2017, p. 29.
5. 1 2 3 4 5 6 7 8  Marsan  2017, p. 30.
6. 1 2 3 4  Marsan  2017, p. 31.